# Arconville
Arconville ist eine französische Gemeinde mit 107 Einwohnern (Stand: 1. Januar 2022) im Département Aube in der Region Grand Est. Sie gehört zum Arrondissement Bar-sur-Aube und zum gleichnamigen Kanton Bar-sur-Aube. 

## Lage
Sie ist umgeben von den folgenden Nachbargemeinden:
| Bergères | Baronville                                  | Bayel               |
| Urville  | Kompassrose, die auf Nachbargemeinden zeigt | Longchamp-sur-Aujon |
|          | Champignol-lez-Mondeville                   | Ville-sous-la-Ferté |

## Bevölkerungsentwicklung
| Jahr                       | 1962 | 1968 | 1975 | 1982 | 1990 | 1999 | 2008 | 2017 |
| -------------------------- | ---- | ---- | ---- | ---- | ---- | ---- | ---- | ---- |
| Einwohner                  | 161  | 148  | 104  | 123  | 162  | 148  | 118  | 105  |
| Quellen: Cassini und INSEE |      |      |      |      |      |      |      |      |

## Sehenswürdigkeiten
- Kirche Saint-Martin